# منارة أهيركابي
منارة أهيركابي (بالتركية: Ahırkapı Feneri)‏ هي منارة تاريخية لا تزال قيد الاستخدام، تقع عند نقطة سيراجليو الجنوبية على الساحل الروملي من المدخل الجنوبي لمضيق البوسفور، في منطقة الفاتح بإسطنبول، تركيا.

## تاريخ
يقال إن حادثًا بحريًا، وقع بالقرب من هذا الموقع، أدّى إلى إنشاء المنارة. في عام 1755، توغّلت سفينة شراعية تجارية متجهة إلى مصر قبالة حي بوابة الرمال بسبب سوء الأحوال الجوية في الليل. عندما علم السلطان العثماني عثمان الثالث (حكم في الفترة 1754–1757) جنوح سفينة، هرع إلى مكان الحادث، حيث اشتكى أحد البحارة من عدم وجود منارة يمكن أن توفر ملاحة آمنة حول المياه الخطرة. بناءً على أمر السلطان، أنشأ القبطان باشا ضوءًا يُغذيه زيت الزيتون على قمة برج مراقبة لجدران المدينة في هذا الموقع.

## منارة أهيركابي
في عام 1857، كلّف السلطان عبد المجيد الأول (حكم 1839-1861) بناء المنارة، التي شيدها المهندسون الفرنسيون في أهيركابي (التي تعني: البوابة المستقرة) خارج أسوار المدينة جنوب قصر طوب قابي مباشرةً.
منارة البناء ذات شكل مخروطي وهي مطلية باللون الأبيض مع شريط أفقي ضيق أسود. يبلغ ارتفاع البرج 26 مترًا (85 قدمًا).
في البداية، تم إضاءة المنارة بواسطة الكيروسين، ولكن تم استبدال مصدر الضوء لاحقًا بإضاءة دالين باستخدام الكربيد (غاز أسيتيلين). ثم بعد ذلك، أصبح كهربائيا.
يحتوي فانوس المنارة على عدسة أسطوانية قطرها 500 مم ومصباح 1000 واط. على ارتفاع بؤري 36 مترًا (118 قدمًا)، يومض باللون الأبيض كل 6 ثوانٍ، وهو مرئي على مدى 16 نميًا (30 كم) في بحر مرمرة.
منارة أهيركابي مدرجة في تركيا تحت الرمز "TUR-056" وعلامة مكالمة الراديو هي TC1ALH. يتم تشغيله وصيانته من قبل هيئة السلامة الساحلية (بالتركية: Kıyı Emniyeti Genel Müdürlüğü) التابعة لوزارة النقل والاتصالات.